# Agropsar philippensis
Agropsar philippensis é uma espécie de passeriforme da família Sturnidae.
Pode ser encontrada nos seguintes países: Brunei, China, Hong Kong, Indonésia, Japão, Coreia do Norte, Coreia do Sul, Malásia, the Filipinas, Rússia, Singapura e Taiwan.
Os seus habitats naturais são: florestas temperadas.